# Foggia (provins)
Provincia di Foggia er en italiensk provins, der ligger i den nordlige del af den syditalienske region Apulien. Provinsen har et areal på 7,190 km²,og en befolkning på 590.485 indbyggere (2024). Provinshovedstad er byen Foggia med 148.301 indbyggere (2024), der er først og fremmest et trafikalt knudepunkt med jernbaner mod nord, syd og vest.
41°28′N 15°34′Ø / 41.47°N 15.57°Ø

## Kommuner
- Accadia
- Alberona
- Anzano di Puglia
- Apricena
- Ascoli Satriano
- Biccari
- Bovino
- Cagnano Varano
- Candela
- Carapelle
- Carlantino
- Carpino
- Casalnuovo Monterotaro
- Casalvecchio di Puglia
- Castelluccio Valmaggiore
- Castelluccio dei Sauri
- Castelnuovo della Daunia
- Celenza Valfortore
- Celle di San Vito
- Cerignola
- Chieuti
- Deliceto
- Faeto
- Foggia
- Ischitella
- Isole Tremiti
- Lesina
- Lucera
- Manfredonia
- Mattinata
- Monte Sant'Angelo
- Monteleone di Puglia
- Motta Montecorvino
- Ordona
- Orsara di Puglia
- Orta Nova
- Panni
- Peschici
- Pietramontecorvino
- Poggio Imperiale
- Rignano Garganico
- Rocchetta Sant'Antonio
- Rodi Garganico
- Roseto Valfortore
- San Giovanni Rotondo
- San Marco in Lamis
- San Marco la Catola
- San Nicandro Garganico
- San Paolo di Civitate
- San Severo
- Sant'Agata di Puglia
- Serracapriola
- Stornara
- Stornarella
- Torremaggiore
- Troia
- Vico del Gargano
- Vieste
- Volturara Appula
- Volturino
- Zapponeta